# Nekvasovy
Nekvasovy – gmina w Czechach, w powiecie Pilzno Południe, w kraju pilzneńskim. Według danych z dnia 1 stycznia 2013 liczyła 164 mieszkańców.
W miejscowości jest przystanek kolejowy Nekvasovy.